# Новый Урожай
Новый Урожай — хутор в Кущёвском районе Краснодарского края.
Входит в состав Среднечубуркского сельского поселения.

## География
Расположен в северной части Приазово-Кубанской равнины.

### Улицы
- ул. Светлая,
- ул. Южная.

## История
На Американской карте Кавказа 1941 года этот хутор называется Черненко, по фамилии основателей, братьев Ивана и Лаврентия Черненко. 

## Население
| 2002 | 2010 |
| ---- | ---- |
| 143  | ↘133 |